# Елегантна ешеверия
Елегантната ешеверия (Echeveria elegans) е вид цъфтящо растение от семейство Дебелецови (Crassulaceae) обитаващо полупустинни райони в Мексико. Поради характерната си красота и особености е наричано от местните „Мексиканска снежна топка“, „Мексикански бисер“ или „Мексиканска роза“. Растението е със сочни листа, вечнозелено и достигащо височина от 5 – 10 cm до 50 cm. Погледнато отгоре наподобява на розетка от зелено-сини сочни листа с диаметър от до 25 cm, а през зимата и пролетта завършва с розови съцветия с жълти цветове.